# Nell Gwyn
Eleanor Gwyn, mais conhecida como Nell Gwyn (2 de fevereiro de 1650 - 14 de novembro de 1687), foi uma atriz inglesa durante o período da Restauração, famosa por ter sido amante do rei Carlos II de Inglaterra.